# Géza Vermes
Géza Vermes (Makó, 22 giugno 1924 – Oxford, 8 maggio 2013) è stato uno storico delle religioni ungherese naturalizzato britannico di origine ebraica, superstite dell'Olocausto.
Vermes è considerato un'autorità sui Manoscritti del Mar Morto, sui documenti in aramaico antico, e sulla vita di Gesù e la religione in generale. È stato una delle voci più importanti della ricerca contemporanea su Gesù, ed è stato descritto come il più grande studioso del suo tempo in materia. Il contributo originale di Vermes consiste nella sua ricostruzione della figura di Gesù come profeta ebreo.

## Biografia
Nato da genitori ebrei ungheresi, fu battezzato quando aveva sette anni. Nonostante la conversione al cristianesimo, la sua famiglia non fu risparmiata dall'Olocausto, nel quale morirono sua madre e il padre giornalista. 
Dopo la seconda guerra mondiale, divenne sacerdote e studiò prima a Budapest e poi al Collège Saint-Albert e all'Università Cattolica di Lovanio, in Belgio, dove ha conseguito nel 1953 un dottorato in teologia con una tesi sul contesto storico dei Manoscritti del Mar Morto. 
Nel 1957, ha abbandonato la Chiesa Cattolica e il sacerdozio, riaffermando la sua identità ebraica ed emigrando in Gran Bretagna, ove ha ottenuto una cattedra alla University of Newcastle upon Tyne. Si è sposato con Pamela Hobson nel 1958 e, dopo la morte della moglie nel 1993, con Margaret Unarska nel 1996, adottandone il figlio Ian. Nel 1965 è diventato membro della Facoltà di Studi Orientali della Oxford University, venendo poi eletto primo professore cattedratico di Studi Ebraici fino al suo pensionamento nel 1991. Nel 1970 si è unito ai membri della Liberal Jewish Synagogue di Londra.
Vermes fu uno dei primi esperti a esaminare i Manoscritti del Mar Morto dopo la loro scoperta nel 1947, divenendo anche l'autore della traduzione standard in inglese The Dead Sea Scrolls in English (1962), pubblicato in nuova versione aggiornata nel 2004 col titolo The Complete Dead Sea Scrolls in English, 2004, ISBN 0-14-044952-3. Era uno dei maggiori studiosi del Gesù storico (cfr. più sotto e bibliografia) e Professore Emerito di Studi Ebraici e Emeritus Fellow del Wolfson College dell'Università di Oxford, pur continuando ad insegnare all'Oriental Institute di Oxford. Fu redattore e curatore del Journal of Jewish Studies dal 1971 e dal 1991, direttore dell'Oxford Forum for Qumran Research allo Oxford Centre for Hebrew and Jewish Studies.
Il professor Vermes era Fellow della British Academy e della European Academy of Arts, Sciences and Humanities; titolare di un Oxford D. Litt. (1988), con lauree dottorali Honoris Causa delle Università di Edimburgo (1989), Università di Durham (1990), Università di Sheffield (1994) e della Central European University di Budapest (2008). Gli è stata inoltre conferita la Medaglia Wilhelm Bacher dall'Accademia ungherese delle scienze (1996), la Medaglia della città di Makó (2008), suo luogo di nascita, e le chiavi delle città di Monroe e Natchez (USA, 2009).

## Gesù storico

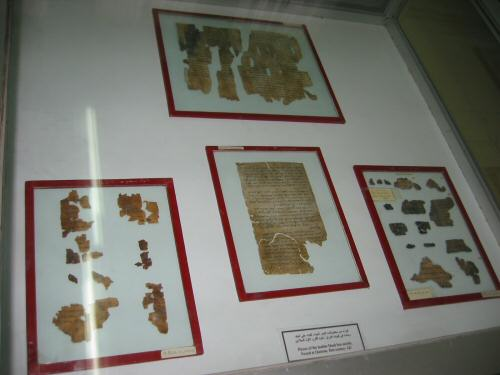
Frammenti di rotoli in mostra al Museo Archeologico, Amman. Foto scattata da Gary Jones, nel dicembre 2002

Vermes descrive Gesù come un mistico asceta ebreo del primo secolo. In opposizione a certi altri studiosi (quale l'americano E. P. Sanders), Vermes afferma che Gesù non si rivolgeva ai non-ebrei. Per esempio, attribuisce i riferimenti positivi sui Samaritani nei Vangeli non allo stesso Gesù, ma a redattori cristiani successivi. Suggerisce inoltre che, se compreso appropriatamente, Gesù è una figura che gli ebrei contemporanei dovrebbero trovare familiare e attraente. Tale Gesù storico, comunque, è così differente dal Gesù della fede cristiana - dice Vermes - che i cristiani stessi dovrebbero rivedere le basi fondamentali della loro fede.
Tra le sue opere importanti su questo argomento vi sono Gesù l'ebreo (Jesus the Jew, 1973), che descrive Gesù come ebreo carismatico della Galilea, e The Gospel of Jesus the Jew (1981), che esamina i paralleli ebraici degli insegnamenti del Cristo.